# キャスリン・マクガイア
- キャサリン・マクガイア

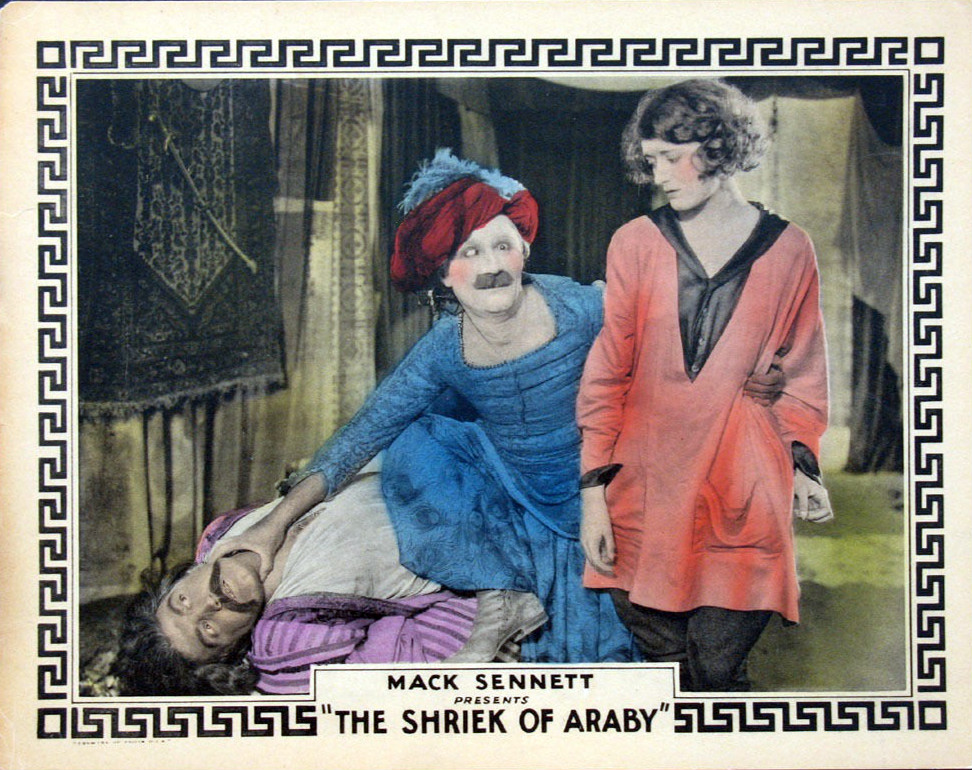
『笑王ベンターピン』(1923)のマクガイア(右)(ロビーカード)

キャスリン・マクガイア（Kathryn McGuire、1903年12月6日 - 1978年10月10日）とは、アメリカ合衆国のダンサー、サイレント映画期の女優。

## 生涯
イリノイ州ピオリアの生まれ。家族に演技経験者は誰もいなかった。幼い頃、一家はシカゴに転居するが、彼女は学校（オーロラ・ジェニングス神学校）があったのでイリノイ州に残る。14歳で学校を卒業すると、両親とカリフォルニア州に移り住む。ダンスに興味があったので、カリフォルニアではアーネスト・ベルチャーからバレエのレッスンを受ける 。映画の仕事を始めてからも、ダンスは続けた。
ハリウッド・ハイスクール在学中、パサデナのメリーランド・ホテルで踊っていたところ、トーマス・H・インスの目に留まる。端役として映画出演した後、マック・セネットの喜劇映画の常連俳優となる。
『沈黙の招き』（1921年）では出演者中唯一の女優、『薄氷を踏む女』（1921年）と『The Flame of Life』（1923年）では準主役。1922年には、ワンパス・ベビー・スターズにも選出される。しかし、主役は回ってこなかった。というのも身長が5フィート（152cm）ほどしかなかったからだ。しかし、それは当時の喜劇スターの引き立て役には理想的だった。たとえば、彼女の代表作『キートンの探偵学入門』で共演したバスター・キートンの身長は5.5フィート（167cm）。チャールズ・チャップリンも背が低かった。1920年代後半には、エデュケーショナル・ピクチャーズでチャールズ・バウワーズやルピノ・レーンらの2巻もの短編喜劇に出演。1933年に引退した。
私生活では1927年9月18日にファースト・ナショナル・ピクチャーズの広告担当重役で、ワンパスの初代社長でもあったジョージ・ランディ（1892年 - 1955年）と結婚。1936年7月4日に長女が誕生。1955年、夫と死別した後は短い期間だが役者に復帰、テレビドラマに出演した。
1978年、癌のためカリフォルニア州ロサンゼルスで死去。74歳だった。

## 主な出演作品
- Salome vs. Shenandoah (1919)
- Down on the Farm (1920)
- 薄氷を踏む女 Playing with Fire (1921)
- 沈黙の招き The Silent Call (1921)
- モリー・オー Molly O (1921)
- 紐育の十字路 The Crossroads of New York (1922)
- 塑像の女 The Woman of Bronze (1923)
- 笑王ベンターピン The Shriek of Araby (1923)
- The Flame of Life (1923)
- そばかす編集長 The Printer's Devil (1923)
- Phantom Justice (1924)
- キートンの探偵学入門（忍術キートン） Sherlock Jr. (1924)
- 海底王キートン The Navigator (1924)
- 鉄壁突破 Tearing Through (1925)
- Easy Going Gordon (1925)
- Two-Fisted Jones (1925)
- With Buffalo Bill on the U. P. Trail (1926)
- With Davy Crockett at the Fall of the Alamo (1926)
- The Thrill Hunter (1926)
- 娘新旧両面鏡 Naughty But Nice (1927)
- 寝台車の女 The Girl in the Pullman (1927)
- ライラック・タイム Lilac Time (1928)
- 歓楽地帯 Children of the Ritz (1929)
- 気まぐれ女優 Synthetic Sin (1929)
- 名馬奮迅 The Long Long Trail (1929)
- ロスト・ツェッペリン The Lost Zeppelin (1929)